# Biblia kórnicka
Biblia kórnicka – spisany na pergaminie drobną minuskułą gotycką rękopis łacińskiej Wulgaty. Pochodzi z Francji, z końca XIII wieku. Kodeks jest przechowywany w Bibliotece Kórnickiej (sygnatura BK 4).

## Historia
Biblia kórnicka nie należy do zabytków wysokiej klasy artystycznej. Nieskomplikowane formy dekoracji oraz proste, powielane schematy ikonograficzne miniatur pozwalają wskazać, że Biblia ta powstała w jednej z niewielkich, paryskich pracowni zajmujących się masową produkcją manuskryptów. Analiza stylistyczna i ikonograficzna miniatur przemawia za datowaniem czasu powstania manuskryptu na okres po połowie XIII wieku. Natomiast tekst kodeksu pisany drobną minuskułą gotycką (textua latina lub littera Parisiensis) określa czas powstania Biblii na ostatnią ćwierć XIII w.
Przypuszczalna data powstania kodeksu łączy go z okresem gdy w Paryżu trwały dysputy teologiczne nad ujednoliceniem tekstu Wulgaty w kręgu Uniwersytetu Paryskiego (Correctorium Parisiense). Zainteresowanie tym tematem sprawiło, że wiele francuskich Biblii trafiło wówczas do bibliotek i klasztorów.
Prawdopodobnie została ona zakupiona dla biblioteki klasztornej przez któregoś z mnichów cysterskich przebywających w Paryżu lub tam studiującego. Pierwotnie Biblia kórnicka była przechowywana w klasztorze cystersów w Łeknie skąd trafiła do Wągrowca. Około roku 1818 nabył ją związany z Kórnikiem mecenas sztuki i arystokrata Tytus Działyński. 

## Opis
Biblia nie zachowała się w całości, brakuje w niej Księgi Rodzaju. Ma 703 karty pergaminowe. Tekst został napisany jednym atramentem, drobną minuskułą gotycką (nazywaną cysterską) z końca XIII wieku. Tekst jest pisany w dwóch kolumnach na stronie. Na marginesach stron znajdują się glosy niemieckie pochodzące z XV w. oraz nieliczne glosy łacińskie dopisane wkrótce po powstaniu tekstu. Tekstom Ewangelii towarzyszą cyfry arabskie służące odnajdywaniu właściwych miejsc.
Rubryki i tytuły wykonane zostały czerwonym atramentem. Iluminacje zachowały się w stanie dobrym. Na początku każdej księgi znajduje się wielobarwny inicjał z drobną miniaturą. Inicjały są małe, chociaż często zdobią je wydłużone (do 13 cm) „wypustki”, rozwijające się wzdłuż marginesów. Inicjały mają 1,5×1,5 cm. Ich tło najczęściej jest niebieskie z białymi trójkropkami. Dolna lub górna część inicjału jest zdobiona figurami zwierząt - zwykle jest to ptak, rzadziej pies, a wyjątkowo lew lub zając. Występują również inicjały zdobione wielobarwnymi zwojami pędów roślinnych, często pięknymi rozetami lub fantastycznymi zwierzętami i maszkaronami. 
Między kolumnami tekstu pojawiają się miniatury, które przedstawiają postacie ustawione pionowo jedna na drugiej. Miniatury są jednolite pod względem stylistycznym. Mają jednakowe wymiary i operują stałym zestawem kolorystycznym, w którym dominuje: róż, zieleń, cynober, błękit, żółć. Wyraźne są pewne braki w proporcjach figur, zwłaszcza w miniaturach zestawiających postacie siedzące i stojące, a także w pojedynczych iluminacjach gdzie głowa często jest zbyt duża w stosunku do tułowia. Iluminacja kodeksu potwierdza jego francuską proweniencję.
Kodeks został oprawiony w deski o wymiarach 16×11 cm, obciągnięte skórą ze śladami zapięcia na dwie klamry. Oprawę datuje się na koniec XV wieku. Brakuje dolnej części skóry grzbietu. Powierzchnia obu okładek jest zdobiona. Przednia okładka, wewnątrz zwierciadła ujętego w podwójne ramki o wym. 9×6 cm, posiada wyciśnięte lilie. Ramki ozdobione są rozetami. Nieco większe odciski lilii znajdują się na okładce tylnej.